# Дядюшка Наполеон
«Дя́дюшка Наполео́н» (перс. دایی جان ناپلئون‎, Da’i-i jan Napuli’un) — сатирический роман иранского писателя Ираджа Пезешк-зода, опубликованный в 1973 году. Перевод на русский язык вышел в 1981 году, на английский язык — в 1996 году, в 2012 году — на иврит. Несмотря на кратковременный запрет во время Исламской революции, является одним из наиболее популярных литературных произведений в Иране (издан миллионными тиражами), а также широко известен за его пределами.

## Содержание
Действие романа происходит в 1940-е годы во время оккупации Ирана союзническими войсками. Большая часть действия происходит в домах главных героев, где три большие и богатые семьи живут под тиранией патриарха — бывшего прапорщика казачьей бригады, который воображает себя великим полководцем. Он пытается убедить всех окружающих, что когда-то сильно навредил войскам Британской империи, а также их приспешников, наподобие Ходадад-хана; поэтому его гложет параноидальная уверенность, что оккупанты будут ему мстить. Повествование ведётся от лица безымянного подростка, влюблённого в столь же юную дочь Дядюшки — Лейли. Основной сюжет вращается вокруг попыток главного героя расстроить брак Лейли с её кузеном Шапуром (Пури), в то время как отец главного героя и Дядюшка активно враждуют между собой. В романе большое количество второстепенных сюжетных линий и персонажей, которые представляют большое количество юмористических ситуаций. Концовка романа трагична: Лейли и Пури вступают в брак, а Дядюшка умирает от чрезмерных переживаний. Много лет спустя главный герой так и не может оправиться от своей несчастной любви. В коротком финале романа (относящемуся к 1967 году) обрисована дальнейшая судьба героев.

## Персонажи
- Дядюшка Наполеон (имя никто не называет из страха и уважения) — семейный патриарх, казачий прапорщик в отставке. Его отец купил в центре Тегерана участок земли, на котором построил дома для своих сыновей; личность основателя семьи («Великого Праотца») стала сильно мифологизированной, якобы, он был родовитым аристократом. Дядюшка отличается ярким воображением, поэтому мелкие стычки казаков с бандитами со временем превратились в аналоги Аустерлица и Маренго — «Битва при Казеруне» и «Битва при Мамасени». Несмотря на то, что в эти рассказы никто из родственников не верит, они вынуждены потакать паранойе Дядюшки, который всё более и более отождествляет себя с Наполеоном. В конце жизни полностью потерял рассудок, что усугубилось сердечным заболеванием.
- Лейли — единственная дочь Дядюшки. К началу действия романа ей 13 лет.
- Маш-Касем — личный слуга Дядюшки, родом из села Гиясабад близ Кума. Поступил в услужение Дядюшке уже после выхода того в отставку, но незадолго до начала действия стал «свидетелем» всех его «сражений», и даже осмеливается поправлять рассказы Дядюшки, который нуждается в очевидце. Любит также рассказывать фантастические истории о своих односельчанах, которые неизменно сопровождает присказкой: «Зачем мне врать? До могилы-то… ать, ать!». Маш-Касем сочувственно относится к главному герою, и помогает периодически встречаться с Лейли. После смерти Дядюшки (который на одре назвал его Бертраном), получил несколько гектаров пустующей земли, которая со временем сделала его миллионером. В финале романа стал патриархом многочисленного семейства и выдаёт себя за боевого генерала, воспроизводя рассказы Дядюшки, который «превратился» в его личного ординарца.
- Рассказчик (в романе безымянный, в экранизации получил имя Саид) — племянник Дядюшки. Лирический герой, который и много лет спустя помнит, что влюбился в Лейли 13 мордада «примерно без четверти три». В начале действия ему 13 лет.
- Ага Джан — отец главного героя, владелец аптеки, зять Дядюшки (муж его сестры). Ни во что не ставит потуги Дядюшки на аристократичность, и при случае издевается над ним. Во время ссоры с Дядюшкой разорился, поскольку наущенный проповедник Сеид-Абулькасем внушил прихожанам, что лекарства делаются на спирту. После примирения всячески разжигал паранойю Дядюшки и посоветовал ему написать письмо Гитлеру.
- Асадолла-Мирза — служащий Министерства иностранных дел, сводный брат Шамсали-Мирзы (его отец «спутался с дочкой садовника»). Имеет княжеский титул (то есть в родстве с шахской династией), но беден. Почти полностью занят донжуанским спортом, который именует «поездками в Сан-Франциско». Происходит это потому, что в молодости он был романтически влюблён в свою родственницу, женился на ней, несмотря на нежелание родни, но она бросила его ради неотёсанного араба Абдулькадира Багдади. Ближайший друг главного героя, всячески пытается помочь ему, но постоянно подшучивает; в финале романа в очередной раз приглашает «прокатиться до Сан-Франциско», негодуя: «Что ребёнком, что юношей, что сейчас — никаких способностей к путешествию в Сан-Франциско у тебя не было и нет!».
- Шамсали-Мирза — сводный старший брат Асадоллы, судейский чиновник в отставке. Педант и зануда.
- Дядя Полковник (Серхенг-Хан) — младший брат Дядюшки, майор в отставке, «произведённый» старшим братом в полковники, что и стало его семейным именем.
- Светило Пури (Шапур) — сын Полковника, муж Лейли. Единственный член семьи, окончивший университет, но не блещет умом, а кроме того, пришепётывает. После того, как Рассказчик пнул его в драке, лишился одного яичка и должен был долго лечиться от импотенции. В финале романа у него с Лейли трое дочерей, которые являются точными копиями отца.
- Дустали-Хан — свояк Дядюшки, который покровительственно к нему относится. Служит постоянным объектом издёвок Асадоллы-Мирзы.
- Азиз-ос-Салтане — жена Дустали, мать Гамар. Пыталась отрезать супругу «уважаемый фрагмент».
- Толстуха Гамар — придурковатая дочь Азиз от первого брака, падчерица Дустали. После подозрения в связи Гамар и Дустали, Азиз пыталась сделать мужу радикальное обрезание. Ребёнок Гамар имел явное сходство с Дустали-Ханом. Гамар во время одного из рассказов Дядюшки произвела «подозрительный звук», который стал причиной тяжёлого конфликта между отцом Рассказчика и Дядюшкой.
- Доктор Насер-оль-Хокама — семейный врач, над которым все издеваются из-за его невежества. Постоянно приговаривает «жить вам не тужить!».
- Инспектор Теймур-Хан — полицейский следователь, автор «прогрессивного метода мгновенного ошарашивания».
- Практикант полиции Гиясабади (Раджаб Али) — немолодой ассистент Теймур-Хана, земляк Маш-Касема. После беременности Гамар семья сделала всё, чтобы он на ней женился, дабы скрыть скандал. Со временем Гамар перестала быть придурковатой, а Практикант Гиясабади бросает курить опиум, и делает большое состояние из продажи наследственных земель Дустали-Хана. В финале романа супруги обитают в Калифорнии.
- Нане Раджаб — мать Практиканта Гиясабади, «у неё усы и борода, как у проповедника Сейид-Абулькасема».
- Ахтар — сестра Практиканта, легкомысленная женщина, работает певицей в ночном клубе. Её пытались нанять для совращения Пури, чтобы он быстрее мог исполнять супружеские обязанности.
- Асгар-Трактор — уличный бандит, приятель Ахтар.
- Фаррохлега-Ханум — старая дева, которая постоянно ходит по поминкам и вечно пребывает в трауре.
- Сардар Махарат-Хан — индиец, сосед Дядюшки. Он полагает, что Махарат — английский агент, назначенный за ним шпионить. В конце романа выясняется, что Махарат был немецким агентом, за что был арестован военными властями.
- Леди Махарат-Хан — хорошенькая англичанка, жена сардара. Объект любовных устремлений Асадоллы-Мирзы, который, в конце концов, добился своего.
- Мясник Ширали — гигантского роста и физической силы (в его имени шир означает «лев»), страшно ревнующий свою жену. Простак, который не замечает того, что делается у него под носом.
- Тахира — красавица-жена Ширали, которая побывала любовницей практически всех родственников Дядюшки, кроме него самого. Асадолла-мирза некоторое время открыто жил в её доме, пока Ширали находился под арестом (ударил бараньей ногой пекаря, которого приревновал).
- Сейид-Абулькасем — квартальный мулла, крайне слабовольный, исполняющий любые приказы Дядюшки (например, организация роузэ по несуществующему святому). Его старший сын был любовником Тахиры.
- Хушанг — уличный чистильщик обуви, которого Дядюшка считал немецким агентом, защищающим его от англичан.
- Матушка Билкис — служанка и кухарка Дядюшки.

## Экранизация
В 1976 году режиссёром Насером Тагваи был поставлен 20-серийный телесериал по мотивам романа, имевший в Иране большой успех. Популяризация романа привела также к закреплению некоторых авторских неологизмов в персидском языке. Сериал неоднократно выпускался на DVD, в том числе в переводах на европейские языки.

## Издания на русском языке
- Пезешк-Зод И. Дядюшка Наполеон. Пер. с персид. Н. Кондыревой и А. Михалёва. — М.: Художественная литература: 1981. — 464 с. (Зарубежный роман XX века).
- Пезешк-зод, Ирадж. Дядюшка Наполеон. Роман. Перев. с персидского Н. Кондыревой, А. Михалёва. — М.: Художественная литература, 1990. — 479 с.